# Russell Brand

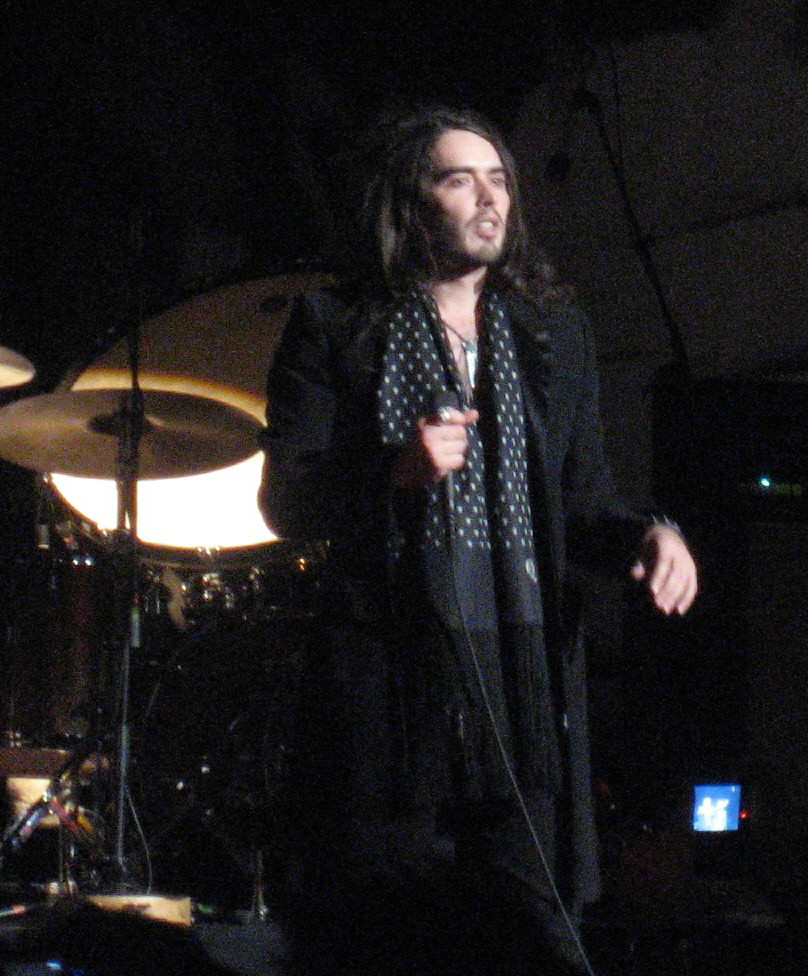
Russell Edward Brand în 2008

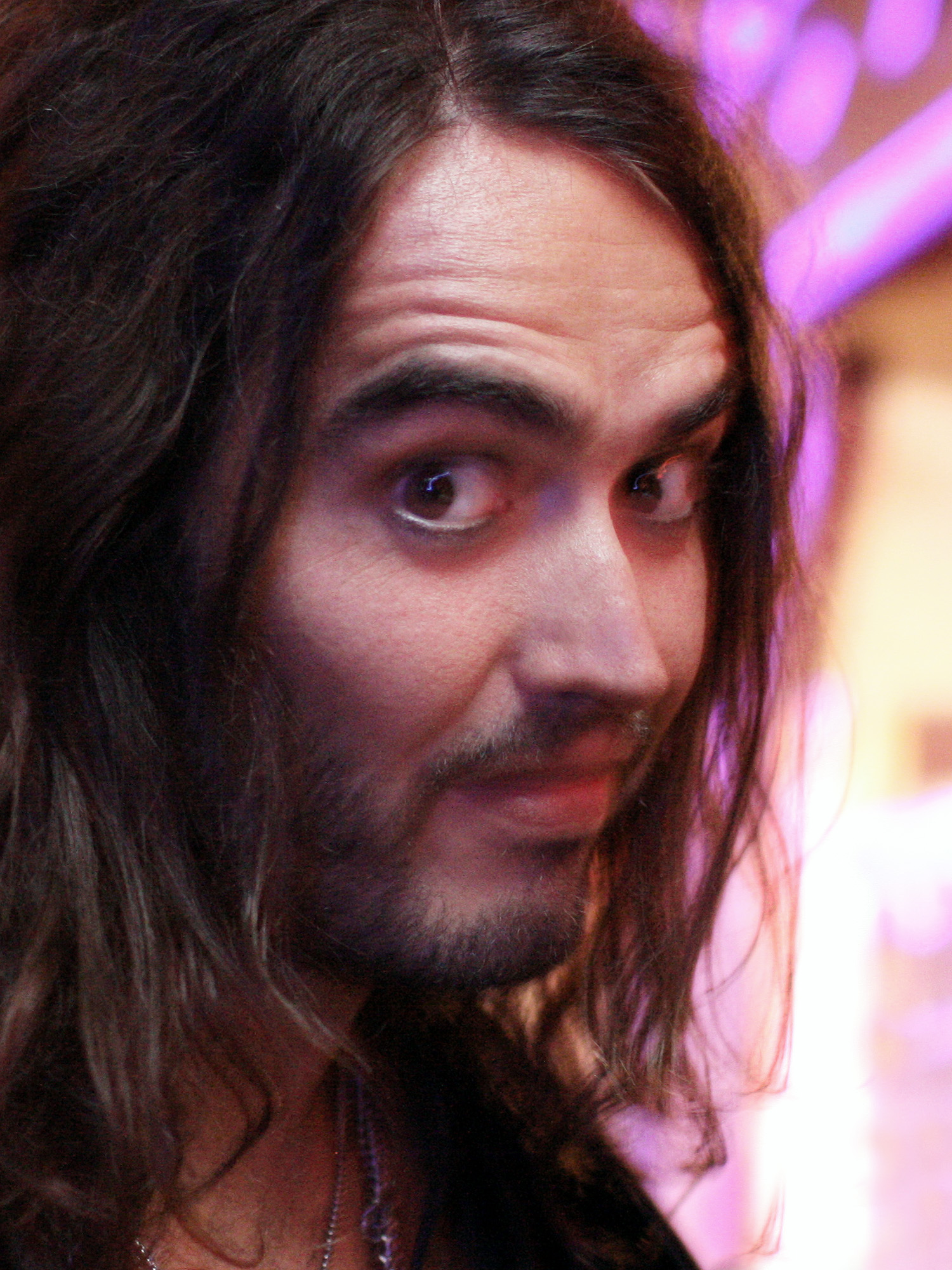
Russell Brand

Russell Edward Brand (n. 4 iunie 1975) este un comic englez, actor, cântăreț, autor și prezentator de radio și televiziune.

## Filmografie
| Titlu                     | An   | Rol           | Note |
| ------------------------- | ---- | ------------- | ---- |
| St Trinian's              | 2007 | Flash Harry   |      |
| Penelope                  | 2008 | Sam           |      |
| Forgetting Sarah Marshall | 2008 | Aldous Snow   |      |
| Bedtime Stories           | 2008 | Mickey        |      |
| Get Him to the Greek      | 2010 | Aldous Snow   |      |
| Despicable Me             | 2010 | Dr. Nefario   | Voce |
| The Tempest               | 2010 | Trinculo      |      |
| Hop                       | 2011 | E.B.          | Voce |
| Arthur                    | 2011 | Arthur Bach   |      |
| Rock of Ages              | 2012 | Lonny Barnett |      |